# داستایفسکی و پدرکشی
«داستایفسکی و پدرکشی» نوشته زیگموند فروید نخستین بار در سال ۱۹۲۸ به عنوان مقدمه کتابی درباره برادران کارامازوف آخرین اثر داستایفسکی منتشر شد. فروید با قرار دادن ادیپ، هملت و برادران کارامازوف در کنار یکدیگر آنان را در پدرکشی مشترک می‌داند.

## پیشینه
کشف اهمیت آثار داستایفسکی در اروپای غربی همزمان بود با پیشرفت و نفوذ روان‌کاوی، به خصوص از جنبه بحران ارزش‌ها در نیم قرن گذشته به آثار او توجه می‌شد. شخصیت‌های رامن‌های داستایفسکی توجه فروید و شاگردان او را به خود جلب کرد. فروید از دیدگاه اخلاقی داستایفسکی را مورد انتقاد قرار داد. این نوشته معمولا گسترده‌ترین بررسی روان‌کاوانهٔ بنیان‌گذار روان‌کاوی از یک شخصیت ادبی مشهور در نظر گرفته می‌شود.

## خلاصه
فروید داستایفسکی را به چهار منظر در نظر می‌گیرد: منظر هنرمند خلاق؛ منظر اخلاقی؛ منظر گناهکار یا جنایتکار؛ و روان‌نژندی. در بررسی منظر هنرمند خلاق جمله مشهورش درباره رمان و مفتش اعظم قرار دارد. منظر اخلاقی را قابل انتقاد می‌داند: انسان اخلاقی کسی است که به وسوسه در همان قلبش واکنش نشان می‌دهد و به آن تن نمی‌دهد. دستاورد نهایی اخلاقی داستایفسکی را نه چندان ارزشمند می‌شمارد. از دیدگاه فروید، داستایفسکی فرصت معلم و آزادگر انسان بودن را به دور انداخته و خود را به دروازه‌دار آن تبدیل کرده است. تمدن بشری در آینده کمتر چیزی برای تشکر از او خواهد داشت. دلیل این مساله روان‌نژندی اوست. از منظر گناهکار یا جنایتکار، بیشترین مخالفت خواهد شد و این توضیح لازم است که غریزه ویرانگر قوی در داستایفسکی در زندگی واقعی او بیش از همه معطوف به خود او بود و در مازوخیسم و احساس گناه او ظهور می‌یافت. در منظر روان‌نژندی، فروید به شرح دو گونه صرع می‌پردازد و صرع داستایفسکی را از نوع دوم (احتمالا هیستریا) می‌داند. احتمالا حمله‌های صرع داستایفسکی در دوران تبعید به سیبری متوقف شد. چندین زندگی‌نامه‌نویس به ارتباط قتل پدر در برادران کارامازوف و سرنوشت پدر خود او توجه نشان داده‌اند. فروید به توضیح عقده ادیب و اشاره به دوجنس‌گرایی می‌پردازد. فروید به بررسی مصداقی همجنس‌گرایی نهفته در داستایفسکی و آثارش می‌پردازد. مسائلی که برای خودآگاهی انسان بسیار غریب هستند همانها بر زندگی روانی ناخودآگاه حاکم هستند. «سرنوشت» می‌تواند جایگزینی برای پدر در مجازات باشد. اگر توقف این حملات در سیبری درست باشد، نشان از آن دارد که آنان برای مجازات او بوده است. داستایفسکی دیگر به این حملات نیازی نداشت زیرا به صورتی دیگر در حال مجازات شدن بود. این مساله قابل اثبات نیست. اما همین لزوم مجازات در ذهن داستایفسکی بود که این واقعیت را توضیح می‌دهد که او این سالهای بدبختی و حقارت را بدون آنکه زیر بار آن بشکند، از سر گذراند. در اینجا با توجیه روانشناسانه مجازاتی که به دست جامعه وارد می‌شود، مواجهیم. داستایفسکی هیچگاه از احساس گناه از قصد کشتن پدرش رهایی نیافت. این مساله رویکرد او به دو حوزه دیگر را نیز تحت تاثیر خود قرار داد: رویکردش به حاکمیت دولت و رویکردش در اعتقاد به خدا. فروید «پدرکشی» را در سه اثر (ادیپ، هملت و برادران کارامازوف) را کنار هم قرار می‌دهد. فروید قهرمان داستان را دیمیتری می‌داند که گرچه پدرش را او نیست که کشته است اما با پدر وارد رقابت عشقی می‌شود. به این نکته اشاره می‌کند که قاتل حقیقی (اسمردیاکف) هم فرزند مقتول است و هم مانند خود داستایفسکی دچار بیماری صرع بوده است. فروید به مسخره شدن روانشناسی در دادگاه می‌پردازد. به تعظیم پدر زوسیما به دیمیتری اشاره می‌شود (می‌دانست می‌خواهد پدرش را بکشد). به روشنگری یادداشتهای داستایفسکی که پس از مرگش منتشر شد و نیز نوشته‌های همسرش می‌پردازد: دوره زندگی در آلمان که دیوانه قمار بود. به تحلیل آنا و واکنش او (آنا دریافت تولید ادبی داستایفسکی زمانی اوج می‌گیرد [و خود او کوچکترین راهی برای رهایی می‌یابد] که همه چیز را باخته‌اند و هیچ مایملکی ندارند) می‌پردازد. داستانی را بازگو می‌کند و نتیجه‌گیری نهایی را درباره اعتیاد داستایفسکی به قمار انجام می‌دهد.